# Edward Lasker
Edward Lasker (Kempen, 3 dicembre 1885 – New York, 25 marzo 1981) è stato uno scacchista, ingegnere e goista statunitense di origine tedesca.
Studiò a Breslavia e a Berlino, conseguendo la laurea in ingegneria meccanica ed elettrica. 
Poco prima della prima guerra mondiale si trasferì a Londra, poi nel 1914 negli Stati Uniti (paese di nascita di sua madre), dove trovò lavoro come ingegnere a Chicago. Nel 1921-23 inventò un tiralatte meccanico ad uso delle donne che avevano difficoltà nell'allattamento. Brevettò questo dispositivo nel 1927. Alcuni giornalisti lo definirono perciò scherzosamente The Chest Master.

## Carriera scacchistica
Ottenne il primo successo vincendo nel 1909 il campionato di Berlino. Nel 1914 vinse il campionato di Londra.
Dopo essersi trasferito negli Stati Uniti, vinse il campionato americano open (U.S. Open) nel 1916, 1917, 1919, 1920 e 1921. 
Nel 1923 giocò un match con Frank Marshall per il campionato americano. Perse di misura (8½ - 9½) ma venne invitato per questo risultato al fortissimo torneo di New York 1924, dove parteciparono i più forti giocatori del mondo, tra cui José Raúl Capablanca, Emanuel Lasker, Aleksandr Alechin, Akiba Rubinstein e Richard Réti. Si classificò 10º su 11 giocatori. 
Nel 1912 giocò una famosa partita a Londra contro George Alan Thomas in cui sacrificò la donna all'undicesima mossa, trascinando il re avversario in una rete di matto e vincendo in 18 mosse.

## Parentele
Edward Lasker era amico di Emanuel Lasker, ma i due si incontrarono per la prima volta nel 1924 durante il torneo di New York. Edward pensò sempre di non avere alcuna parentela con Emanuel fino a quando quest'ultimo, poco prima della morte, gli mostrò un albero genealogico da cui risultava che erano lontani cugini.
Inoltre era zio di Anita Lasker-Wallfisch, nota violoncellista, una delle ultime sopravvissute dell'orchestra femminile di Auschwitz.

## Giocatore di Go
Edward Lasker era anche un forte giocatore di Go, e fece molto per introdurre questo gioco negli Stati Uniti. Insegnò il gioco a Emanuel Lasker, che ne riconobbe la profondità. I due presero lezioni da un maestro giapponese e dopo non molto tempo riuscirono a batterlo senza handicaps. Emanuel propose persino ad Edward che si recassero a Tokyo per imparare meglio il gioco, ma la cosa non andò in porto.

## Opere
Edward Lasker scrisse molti libri di scacchi, tra i quali:
- Chess Strategy, 1915
- Chess and Checkers: the Way to Mastership, 1918
- Chess for Fun and Chess for Blood, 1942
- Go and Go-Moku, 1934 (2ª edizione nel 1960)
- The Adventure of Chess, 1949 (2ª edizione nel 1959)
- Chess Secrets I Learned from the Masters, 1961 (2ª edizione nel 1969)